# Weichmacher

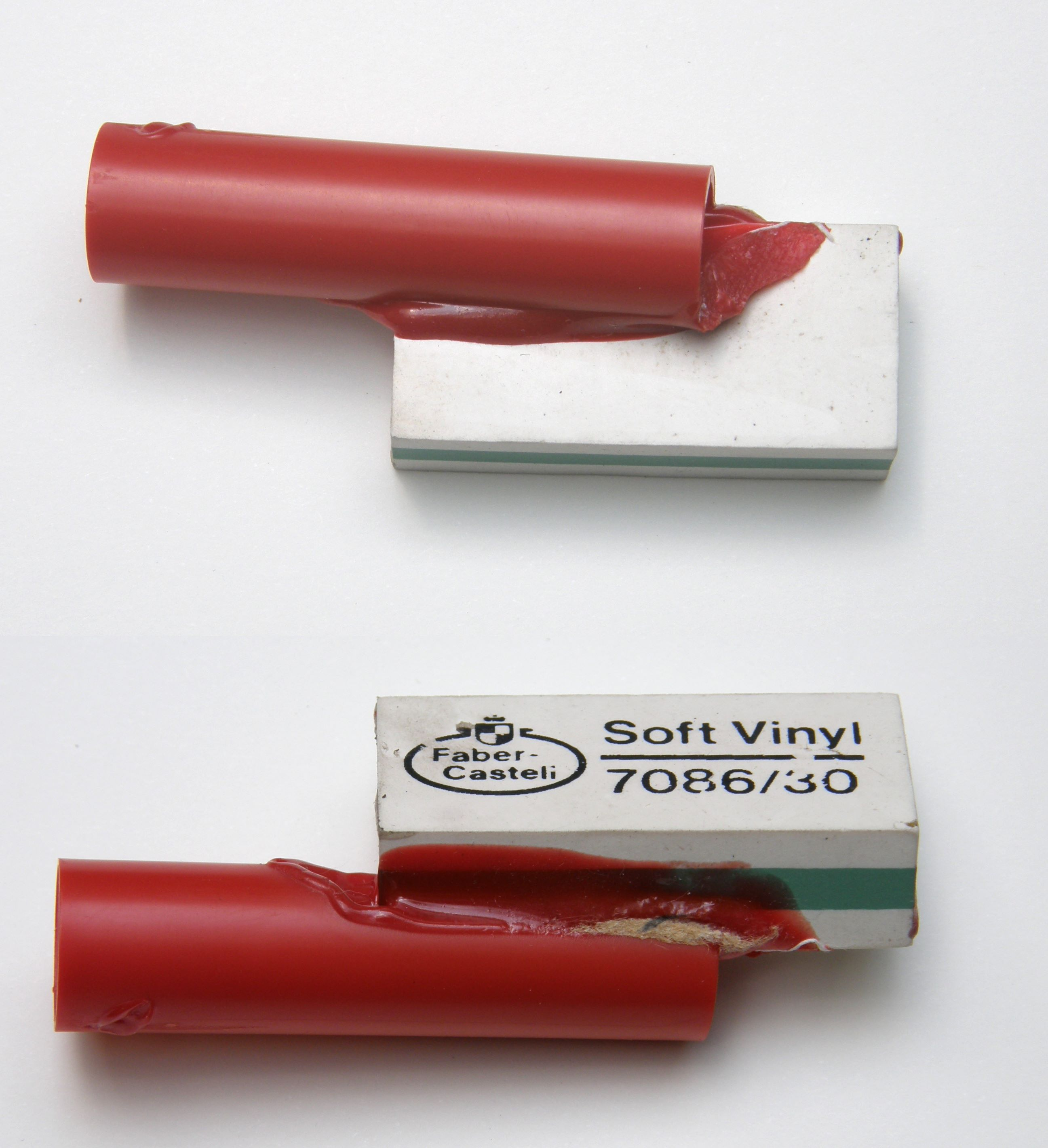
Der Weichmacher aus dem Radiergummi ist in das rote Plastikrohr eingewandert und hat es zum Schmelzen gebracht.

Weichmacher bzw. Weichmachungsmittel (englisch plasticizer) bewirken, dass Stoffe weicher, flexibler, geschmeidiger und elastischer sind.
Weichmacher wirken als Lösungsmittel. Sie lassen Kunststoffe aufquellen und überführen sie in einen gelartigen Zustand.
Wenn Weichmacher wieder entweichen, schrumpft der Stoff, wird spröder, härter und gegebenenfalls rissig. Ein benachbarter Stoff, in welchen der Weichmacher migriert, kann klebrig werden oder sich schlimmstenfalls verflüssigen. Je niedriger der Dampfdruck eines Weichmachers, desto niedriger ist seine Tendenz, zu verdunsten. Häufig werden Ester der Phthalsäure und der Phosphorsäure als Weichmacher eingesetzt.
87 % der 2012 verbrauchten Weichmacher wurden in Kunststoffprodukten eingesetzt (größtenteils in Folien und Kabeln), danach folgen Gummiprodukte, Farben und Lacke. Darüber hinaus werden sie auch in Klebstoffen und Befilmungsüberzügen eingesetzt.
Weichmacher gehören zu den meistverkauften Chemikalien. Dazu gehören zum Beispiel schwerflüchtige Carbonsäureester, fette Öle, Weichharze und Campher. Sie verschieben den thermoelastischen Bereich hin zu niedrigeren Temperaturen, sodass der Kunststoff im Bereich der Einsatztemperatur die gewünschten elastischen Eigenschaften aufweist.
Manche Weichmacher sind gesundheits- und umweltschädlich. Insbesondere Phthalate, die bei den Weichmachern einen Marktanteil von 70 % ausmachen, sind dafür bekannt und inzwischen in vielen Anwendungen verboten.

## Methoden und Beispiele
Beispiele für Weichmacher, die Kunststoffen zugesetzt werden:

### Äußere Weichmachung
Bei der äußeren Weichmachung wird der Weichmacher nicht kovalent in das Polymer eingebunden, sondern tritt nur über seine polaren Gruppen (Dipole) mit dem Polymer in Wechselwirkung. Die kleinen, beweglichen Weichmacher-Dipole schieben sich zwischen die Kettenmoleküle des Polymers und binden sich an deren Dipole. Dadurch werden die Kettenmoleküle aufgelockert und beweglicher. Ebenso nehmen Weichheit und Dehnung des weichgemachten Polymers zu, sodass die Zugfestigkeit vermindert wird. Es gibt Scharnier- und Abschirmweichmacher.
- Diethylhexylphthalat (DEHP) wird als Weichmacher für PVC und Elastomere verwendet und ist nach wie vor der mit großem Abstand meistgebrauchte Weichmacher.[3] Aufgrund verschiedener negativer Einschätzungen (unter anderem von einer EU-Arbeitsgruppe im Jahr 2000 als fruchtschädigend und fruchtbarkeitsschädigend eingestuft) verzichtet die europäische Kunststoffindustrie  weitgehend auf Phthalate in Spielzeugen für Kleinkinder. DEHP wurde auch in Olivenöl nachgewiesen. Eine andere, umgangssprachlich gebräuchlichere Bezeichnung für DEHP ist Dioctylphthalat (DOP). DEHP gehört zur Gruppe der Phthalsäureester.
- Mesamoll, ein Alkylsulfonsäureester des Phenols (ASE), Weichmacher für PVC, dient als Ersatzstoff für DEHP.
- Hexamoll DINCH ist ein weiterer Ersatzstoff für DEHP und wird seit dem Jahr 2006 für die Herstellung von Kunststoffartikeln sensibler Anwendungsbereiche wie Kinderspielzeug aus PVC, Medizinartikel und zum Verpacken von Lebensmitteln verwendet.
- Citronensäure-basierte Weichmacher, wie Citronensäuretriethylester sind zwar teurer als Phthalat-basierte Weichmacher[5] aber sie sind kaum toxisch und weisen auch keine hormon-ähnlichen Wirkungen auf.
- Adipinsäure-basierte Weichmacher, speziell Diethylhexyladipat und Diethyloctyladipat werden ähnlich wie citratbasierte Weichmacher eingesetzt. Auch sie sind zwar toxikologisch weniger bedenklich als Phthalate, aber auch teurer.

### Innere Weichmachung
Neben diesen als äußere Weichmachung bezeichneten Methoden existiert auch die sog. innere Weichmachung. In diesem Fall wird der Weichmacher im Rahmen einer Copolymerisation eingeführt. Im Gegensatz zur äußeren Weichmachung, bei der der Weichmacher nur über zwischenmolekulare Wechselwirkungen mit den Makromolekülen verknüpft ist, wird er bei innerer Weichmachung Teil des Makromoleküls (in dem Fall eines Copolymeres). Dadurch werden die Abstände der einzelnen Makromoleküle vergrößert, die intermolekularen Anziehungskräfte verringert und die Kettenbeweglichkeit erhöht.  Deshalb bleibt der Kunststoff dauerhaft weich und es kommt nicht zu einem Ausdiffundieren des Weichmachers. Beispielsweise wird Vinylchlorid mit bis zu 20 Prozent Vinylacetat polymerisiert. Die Copolymerisate des Vinylchlorids werden für Verarbeitungstechniken bei niedrigen Temperaturen und als Lack- und Klebstoffrohstoffe benötigt. Andere Zusätze für die Copolymerisation von Vinylchlorid sind Maleinsäure, Ethen, Methylvinylether oder Acrylsäuremethylester.

### Extender
Extender sind Sekundärweichmacher, die eine mäßige Polarität besitzen und daher nur in Abstimmung mit den eigentlichen Weichmachern eingesetzt werden. Sie dienen zur Verbesserung der Verarbeitung und zur Verbilligung der Kunststoffformmasse. Als sekundäre Weichmacher kommen häufig Chlorparaffine sowie auch epoxidierte Pflanzenöle, wie epoxidiertes Sojabohnenöl, zum Einsatz.

## Weichmacher in der Tablettenindustrie
Zur Herstellung von überzogenen Tabletten mit Hilfe von Polymerlösungen oder Polymerdispersionen werden Weichmacher zugesetzt. Dabei handelt es sich oft um niedermolekulare, hochsiedende Flüssigkeiten, wie etwa der Sebacinsäuredibutylester mit einem Siedepunkt von 343 °C. Ziel ist es die Sprödigkeit der Überzüge zu senken und die Flexibilität zu erhöhen. Außerdem wird durch Weichmacher die Mindestfilmbildetemperatur gesenkt. Diese sollte optimalerweise bei Raumtemperatur liegen. Weichmacher lagern sich zwischen Polymerketten und erhöhen somit die Flexibilität und Elastizität der Ketten. Sie verringern die Sprödigkeit und senken im Zusammenhang mit Polymerlösungen für Überzüge deren Mindestfilmbildetemperatur.

## Kurzzeichen nach ISO 1043-3
| Kurzzeichen | Deutscher Name                       | CAS-Nr.            |
| ----------- | ------------------------------------ | ------------------ |
| ASE         | (C10–C21)Alkansulfonsäurephenylester | 91082-17-6         |
| BAR         | Butyl-O-acetylrizinoleat             | 140-04-5           |
| BBP         | Benzylbutylphthalat                  | 85-68-7            |
| BCHP        | Butylcyclohexylphthalat              | 84-64-0            |
| BNP         | Butylnonylphthalat                   | 3461-31-2          |
| BOA         | Benzyloctyladipat                    | 3089-55-2          |
| BOP         | Butyloctylphthalat                   | 85-69-8            |
| BST         | Butylstearat                         | 123-95-5           |
| DBA         | Dibutyladipat                        | 105-99-7           |
| DBEP        | Di-2-butoxyethylphthalat             | 117-83-9           |
| DBF         | Dibutylfumarat                       | 105-75-9           |
| DBM         | Dibutylmaleat                        | 105-76-0           |
| DBP         | Dibutylphthalat                      | 84-74-2            |
| DBS         | Dibutylsebacat                       | 109-43-3           |
| DBZ         | Dibutylazelat                        | 2917-73-9          |
| DCHP        | Dicyclohexylphthalat                 | 84-61-7            |
| DCP         | Dicaprylphthalat                     | 131-15-7           |
| DDP         | Didecylphthalat                      | 84-77-5            |
| DEGDB       | Diethylenglycoldibenzoat             | 120-55-8           |
| DEP         | Diethylphthalat                      | 84-66-2            |
| DHP         | Diheptylphthalat                     | 3648-21-3          |
| DHXP        | Dihexylphthalat                      | 84-75-3            |
| DIBA        | Diisobutyladipat                     | 141-04-8           |
| DIBM        | Diisobutylmaleat                     | 14234-82-3         |
| DIBP        | Diisobutylphthalat                   | 84-69-5            |
| DIDA        | Diisodecyladipat                     | 27178-16-1         |
| DIDP        | Diisodecylphthalat                   | 26761-40-0         |
| DIHP        | Diisoheptylphthalat                  | 41451-28-9         |
| DIHXP       | Diisohexylphthalat                   | 71850-09-4         |
| DINA        | Diisononyladipat                     | 33703-08-1         |
| DINP        | Diisononylphthalat                   | 28553-12-0         |
| DIOA        | Diisooctyladipat                     | 1330-86-5          |
| DIOM        | Diisooctylmaleat                     | 1330-76-3          |
| DIOP        | Diisooctylphthalat                   | 27554-26-3         |
| DIOS        | Diisooctylsebacat                    | 27214-90-0         |
| DIOZ        | Diisooctylazelat                     | 26544-17-2         |
| DIPP        | Diisopentylphthalat                  | 605-50-5           |
| DMEP        | Di-2-methyloxyethylphthalat          | 117-82-8           |
| DMP         | Dimethylphthalat                     | 131-11-3           |
| DMS         | Dimethylsebacat                      | 106-79-6           |
| DNF         | Dinonylfumarat                       | 2787-63-5          |
| DNM         | Dinonylmaleat                        | 2787-64-6          |
| DNOP        | Di-n-octylphthalat                   | 117-84-0           |
| DNP         | Dinonylphthalat                      | 14103-61-8         |
| DNS         | Dinonylsebacat                       | 4121-16-8          |
| DOA         | Dioctyladipat                        | 103-23-1           |
| DOIP        | Dioctylisophthalat                   | 137-89-3           |
| DOP         | Dioctylphthalat                      | 117-81-7           |
| DOS         | Dioctylsebacat                       | 122-62-3           |
| DOTP        | Dioctylterephthalat                  | 6422-86-2          |
| DOZ         | Dioctylazelat                        | 2064-80-4          |
| DPCF        | Diphenylkresylphosphat               | 26444-49-5         |
| DPGDB       | Di-x-propylenglycoldibenzoat         | 27138-31-4         |
| DPOF        | Diphenyloctylphosphat                | 1241-94-7 115-88-8 |
| DPP         | Diphenylphthalat                     | 84-62-8            |
| DTDP        | Diisotridecylphthalat                | 27253-26-5         |
| DUP         | Diundecylphthalat                    | 3648-20-2          |
| ELO         | Epoxidiertes Leinsamenöl             | 8016-11-3          |
| ESO         | Epoxidiertes Sojabohnenöl            | 8013-07-8          |
| GTA         | Glycerintriacetat                    | 102-76-1           |
| HNUA        | Heptylnonylundecyladipat (= 711A)    | nicht vergeben     |
| HNUP        | Heptylnonylundecylphthalat (= 711P)  | 68515-42-4         |
| HXODA       | Hexyloctyldecyladipat (= 610A)       | nicht vergeben     |
| HXODP       | Hexyloctyldecylphthalat (= 610P)     | 68515-51-5         |
| NBBS        | N-Butylbenzolsulfonamid              | 3622-84-2          |
| NUA         | Nonylundecyladipat (= 911A)          | nicht vergeben     |
| NUP         | Nonylundecylphthalat (= 911P)        | 65185-89-9         |
| ODA         | Octyldecyladipat                     | 110-29-2           |
| ODP         | Octyldecylphthalat                   | 68515-52-6         |
| ODTM        | n-Octyldecyltrimellitat              | nicht vergeben     |
| PO          | Paraffinöl                           | 8012-95-1          |
| PPA         | Polypropylenadipat                   | 25101-03-5         |
| PPS         | Polypropylensebacat                  | 26222-20-8         |
| SOA         | Sucroseoctaacetat                    | 126-14-7           |
| TBAC        | Tributyl-O-acetylcitrat              | 77-90-7            |
| TBEP        | Tri-2-Butoxyethylphosphat            | 78-51-3            |
| TBP         | Tributylphosphat                     | 126-73-8           |
| TCEF        | Trichlorethylphosphat                | 6145-73-9          |
| TCF         | Trikresylphosphat                    | 1330-78-5          |
| TDBPP       | Tris(2,3-dibrompropyl)phosphat       | 126-72-7           |
| TDCPP       | Tris(2,3-dichlorpropyl)phosphat      | 78-43-3            |
| TEAC        | Triethyl-O-acetylcitrat              | 77-89-4            |
| THFO        | Tetrahydrofurfuryloleat              | 5420-17-7          |
| THTM        | Triheptyltrimellitat                 | 1528-48-9          |
| TIOTM       | Triisooctyltrimellitat               | 27251-75-8         |
| TOF         | Trioctylphosphat                     | 78-42-2            |
| TOPM        | Tetraoctylpyromellitat               | 3126-80-5          |
| TOTM        | Trioctyltrimellitat                  | 3319-31-1          |
| TPP         | Triphenylphosphat                    | 115-86-6           |
| TXF         | Trixylylphosphat                     | 25155-23-1         |

## Analytik
Die zuverlässige qualitative und quantitative Bestimmung der verschiedenen Weichmacher gelingt nach angemessener Probenvorbereitung durch Einsatz der Kopplung der Gaschromatographie mit der Massenspektrometrie oder durch Kopplung der HPLC mit der Massenspektrometrie. Die Verfahren eignen sich auch für die Bestimmung der Weichmacher in Kunststoff-Spielzeug. Auch in neuerdings auf dem Markt befindlichen essbaren Insekten (Orthoptera, Coleoptera, Lepidoptera, Hemiptera, Odonata, Hymenoptera) konnten mit der beschriebenen Methodik Weichmacher in geringer Menge nachgewiesen werden.

## Gesundheitliche Auswirkungen und Folgen
Eine generelle Aussage über die Auswirkungen von „Weichmachern“ ist schwierig, weil je nach Anwendung unterschiedliche Gruppen von Chemikalien so bezeichnet werden. In der Kritik stehen hauptsächlich Weichmacher für spröde Kunststoffe.
Weichmacher auf Basis von Phthalaten zum Beispiel können Unfruchtbarkeit bei Männern verursachen, da sie in ihrer Wirkung bestimmten Hormonen ähnlich sind. Die Mitgliedsstaaten der Europäischen Union stuften die Phthalate DEHP, DBP und BBP als fortpflanzungsgefährdend ein. Sie beeinflussen die Testosteron-gesteuerten Entwicklungsstufen. Außerdem stehen sie in Verdacht, Diabetes zu verursachen. Auch das als nötiges Antioxidans zugesetzte – also damit vergesellschaftete – Bisphenol A steht im Verdacht, gesundheitliche Auswirkungen zu zeigen.
Die Aufnahmewege für den Menschen sind kontaminierte Nahrungsmittel (Hauptanteil der Gesamtaufnahme), Inhalation, Trinkwasser, Muttermilch und der Hautkontakt mit Kosmetika oder Thermopapier (bis zu 15 % der Gesamtexposition, enthalten z. B. in Rechnungen, Parkscheinen, Eintrittskarten etc.), in denen Phthalate in besonders leicht löslicher Form vorliegen und über die Haut aufgenommen werden können.
Phthalatweichmacher wurden zwar von der Europäischen Union für Kinderspielzeug verboten, wurden aber dennoch in vielen Buntstiften nachgewiesen. Dies ist auf Dauer für Kinder gefährlich, da sie durch das Kauen auf den lackierten Flächen gesundheitlich geschädigt werden können.
In deutschen Kindergärten wurden im Mittel dreimal so hohe Belastungen mit verschiedenen Weichmachern wie in einem durchschnittlichen deutschen Haushalt festgestellt. Das ist bedenklich, denn Weichmacher stehen im Verdacht, den Hormonhaushalt zu beeinflussen. Besonders für Kinder und Föten im Mutterleib ist das gefährlich: Unfruchtbarkeit, Leberschäden oder Verhaltensstörungen könnten ausgelöst oder gefördert werden.
Alternativen zu Weichmachern aus der Gruppe der Phthalate können nur bei gleichzeitiger Neuoptimierung physikalischer und chemischer Eigenschaften eingesetzt werden, eine einfache Austauschsubstanz existiert nicht. So wurden auch die Alternativen zu Bisphenol A, Bisphenol S und F in aktuellen Studien für hormonell aktiv befunden und stehen im Verdacht, ähnliche Auswirkungen wie Bisphenol A auf die Reproduktion, den Metabolismus und neurologische Funktionen des Menschen und mariner Lebewesen zu haben. Bisphenol S und F als Inhaltsstoffe sowie viele andere Weichmacher in Produkten sind in Deutschland nicht kennzeichnungspflichtig. Hersteller und Unternehmen sind jedoch laut Europäischer Chemikalienverordnung REACH verpflichtet, besorgten Verbrauchern auf Anfrage Auskunft über alle enthaltenen Bestandteile und deren Gefährlichkeit zu geben.

### Auswirkungen auf die Umwelt
Die Freisetzung von Phthalaten durch Auswaschung oder Abrieb erfolgt überwiegend bei Anwendungen im Freien: etwa aus dem Unterbodenschutz, aus Dachfolien oder aus LKW-Planen. Auch beim Reinigen von PVC-Böden oder beim Waschen PVC-bedruckter Textilien gelangen Phthalate in das Abwasser. In den Kläranlagen lagern sie sich überwiegend am Klärschlamm an. Kommt dieser Klärschlamm auf die Felder, gelangen Phthalate in den Boden. Vereinzelt ließen sie sich sogar im Grundwasser nachweisen. Einige Phthalate wurden bereits in einer EU-Risikobewertung (2007) als „persistent“ (langlebig in Sediment und Boden), „bioakkumulierend“ (sich in hohem Maße in Organismen anreichernd) und „toxisch“ (giftig für Wasserorganismen) eingestuft. Für viele Weichmacher lagen diesbezüglich laut Umweltbundesamt 2007 keine Daten vor.

## Vorkommen und Politik
Während Polyethylen und Polypropylen, die beispielsweise den Großteil von Lebensmittelverpackungsfolien und -schalen ausmachen, normalerweise keine Weichmacher enthalten, besteht Weich-PVC immer teilweise aus Weichmachern (typischerweise zu 30 bis 35 %).
Weichmacher sind Bestandteil sogenannter Softtouch-Beschichtungen, die beispielsweise in der weichen, gummierten Oberfläche auf den Griffen von Regenschirmen und auf Bedienknöpfen und Oberflächen elektronischen Geräten eingesetzt werden.
Weichmacher sind außerdem unter anderem in Kinderspielzeug aus PVC und häufig in Sexspielzeug aus Fernost zu finden. Beim Kauf solcher Produkte sollte unbedingt auf den Hinweis „frei von Weichmachern/Phthalaten“ sowie „BPA-frei“ geachtet werden, da sie in der EU noch nicht verboten sind. Jedoch ist „BPA-frei“ nicht gleich Bisphenol-frei, denn anstelle von Bisphenol A wird oft einfach ein anderes Bisphenol verwendet, welches nicht deklariert werden muss. Bereits Ende 1999 hatte die EU für Kleinkind-Spielzeug, das bestimmungsgemäß in den Mund genommen wird, ein auf drei Monate begrenztes Verbot von bestimmten Weichmachern erlassen. Diese temporäre Maßnahme ist bis heute immer um je drei Monate verlängert worden. Der Einsatz der Phthalate wurde verboten, da es keine zuverlässige Messmethode gab, die Migration der Phthalate und damit die mögliche Belastung der Kinder zu messen. Inzwischen liegt eine vom Europäischen Chemikalienbüro ECB validierte Methode vor.
Das weltweite Produktionsvolumen von Weichmachern lag 2004 bei 5,5 Mio. Tonnen, was einem Gesamtwert von etwa 7 Mrd. Euro entsprach.
2014 wurde der weltweite Verbrauch auf 8 Mio. Tonnen geschätzt, von welchen Phthalate 70 % ausmachten. Es wird geschätzt, dass die Nachfrage bis 2026 auf rund 10,5 Millionen Tonnen zunehmen wird.
Auf Grund der weltweiten Verbreitung von Weichmachern in der Umwelt konnten Phthalate auch in der Rohmilch von Kühen nachgewiesen werden.